# 周宝安
周宝安（周寶安、しゅう ほうあん、538年 - 566年）は、南朝陳の軍人。字は安民。本貫は義興郡陽羡県。

## 経歴
周文育の子として生まれた。十数歳で騎射をおぼえ、乗馬や美食を好んで、遊興に明け暮れた。父の文育が晋陵郡太守となると、出征する父に代わって、宝安が郡の事務を預かったが、悪少年たちを集めるばかりで、陳霸先の悩みの種となった。永定元年（557年）、文育が沌口の戦いで敗れて王琳に捕らえられると、宝安は態度を改めて読書にはげみ、士や君子の人々と交友し、文育の部下を預かって統制した。員外散騎侍郎の位を受けた。永定2年（558年）、文育が帰国すると、宝安は貞威将軍・呉興郡太守に任じられた。永定3年（559年）、文育が熊曇朗に殺害されると、宝安は建康に召還された。猛烈将軍の号を受け、文育の旧兵を引き継ぎ、南方の反乱を征討した。
文帝が即位すると、宝安は帝に深く信任されて、精鋭の兵を多く配属された。天嘉元年（560年）、王琳の乱を討って、戦功を挙げた。周迪が熊曇朗を撃破すると、宝安は南中に入って、その残党を殲滅した。天嘉2年（561年）、雄信将軍・呉興郡太守に任じられ、寿昌県公の封を嗣いだ。天嘉3年（562年）、留異を討ち、侯安都の下で前軍をつとめた。留異の乱が平定されると、宝安は給事黄門侍郎・衛尉卿に任じられた。天嘉4年（563年）、持節・都督南徐州諸軍事・貞毅将軍・南徐州刺史に任じられた。召還されて左衛将軍となり、信武将軍の号を加えられた。まもなく本官のまま衛尉卿を兼ね、仁威将軍に進んだ。
天康元年（566年）、死去した。享年は29。侍中・左衛将軍の位を追贈された。諡は成といった。
子の周䂮が後を嗣ぎ、江安県伯に封じられ、晋陵郡太守・定遠郡太守を歴任した。

## 伝記資料
- 『陳書』巻8 列伝第2
- 『南史』巻66 列伝第56